# Зірки — наші!
Зірки — наші! (англ. The Stars Are Ours!) — науково-фантастичний роман американської письменниці Андре Нортон, вперше опублікований 1954 року.
Перша книга серії «Pax / Astra»; історія біженців з Землі на невідомій покинутій цивілізацією планеті.

## Зміст
Місяць, Марс і Венера були досліджені та визнані непридатними для колонізації. На Землі дві дуже різні фракції змагаються, щоб визначити майбутнє людства: вільні вчені, які відмовляються визнавати політичні, расові та релігійні поділи, і націоналісти. Озброєні люди захоплюють контроль над однією з навколоземних космічних станцій, перетворюють її на зброю та (можливо, випадково) спустошують більшість густонаселених районів світу.
Фанатик на ім’я Артуро Ренці звинувачує в катастрофі вчених і «техніків» та виступає за повернення до простішого, менш технологічного життя. Коли його вбивають, це спричиняє винищення вільних вчених. Тих, хто залишився в живих, або поневолені правлячими «миротворцями», або ховаються, і їх вистежують одного за одним у наступні роки. Суспільство поділено на три класи: знать «миротворців», їх наглядачі, безправне селянство та робочі раби, які складаються з дійсних або підозрюваних вчених. Більшість технологій відкидається, а цивілізація йде на спад.

### У підпіллі
Хімік Ларс Нордіс, його дочка Дессі та молодший брат Дард уникли великої чистки (хоча в результаті Ларс був  скалічений) і знайшли ненадійний притулок на маленькій фермі. Там Ларс таємно продовжує свої дослідження і підтримує зв’язок із підпільною мережею вчених, які працюють над якимось великим проєктом.
Ларс закінчує свою роботу і повідомляє своїм контактам. Як запобіжний захід, він змушує Дарда і Дессі запам'ятовувати те, що їм здається безглуздими словами та шаблонами. Але перш ніж їх вдасться доставити до останньої таємної фортеці вчених, підозрілий місцевий житель Хью Фоллі кличе «миротворців» здійснити набіг на їхній будинок. Дард і Дессі тікають, але Ларса вбивають.
Дард зв'язується з Сачем, агентом вчених, який погоджується провести їх до притулку. Опинившись усередині, Дард дізнається, що вчені та їхні прихильники гарячково будують космічний корабель. Їм відчайдушно потрібно те, над чим працював Ларс: анабіоз. Тільки це може дозволити досягти зірок, адже подорож триватиме багато-багато років. 
Перш ніж вони зможуть злетіти, є ще одне завдання. Їм потрібно прокласти курс за допомогою комп'ютера, який розташований у штаб-квартирі Миротворців. Дард зголосився привести туди пілота-астрогатора Сімбу Кімбера, оскільки він відвідав це місце багато років тому. Їм це вдається, хоча вони ледве уникають захоплення, і встигають повернутися з безцінними розрахунками.
Притулок знайдено і він піддається нападу. Захисникам вдається стримати миротворців достатньо довго, щоб вирватися. Потім, довіряючи винаходу Ларса, вони встановлюють свій курс і використовують анабіоз.

### Ad Astra
Вони прокидаються (хоча не всі) біля зірки з землеподібною планетою. Після приземлення, досліджуючи околиці, вони виявляють вантажний контейнер. Хоча вони не виявили жодних ознак технології на орбіті, планета все ще може бути населена розумною расою.
Дард вирушає в розвідувальну експедицію. Дослідники знаходять залишки дороги, яка веде до зруйнованого війною, покинутого міста. Подорожуючи на своїх ракетних катерах, вони ледве виживають, коли їх збивають автоматичні зенітні гармати. Катери пошкоджені, тому деяким дослідникам доводиться повертатися пішки.
В покинутому місті їх доводиться битись із поодинокими 3-метровими хижими ящерами.
Повернувшись, вони допомагають розбудовувати поселення.
Невдовзі після цього Дессі захищає «морського малюка» від маленьких літаючих «драконів». Виявляється, що істота розумна. Його батьки з'являються з океану і, бачачи, що люди дружні, їх плем’я незабаром починає торгувати товарами та інформацією. Вони телепати і можуть спілкуватися з прибульцями, тримаючись за руки. Вони показують, що колись вони були рабами виду, який побудував місто. Вони втекли, коли ті воювали один з одним. Зараз на континенті не залишилося нікого з тих інших, але вони все ще живуть за морем.
Але це проблема іншого дня. Наразі люди знайшли новий дім.